# Богословец
 Тази статия е за селото.  За планината вижте Богословец (планина).  
Богословец (на македонска литературна норма: Богословец) e село в североизточната част на Северна Македония, част от община Свети Никола.

## География
Селото е разположено на 11 километра южно от общинския център град Свети Никола и на 4 километра южно от първокласния път Велес – Щип.

## История
В XIX век Богословец е чисто българско село в Щипска каза на Османската империя. Църквата „Свети Йоан Богослов“ е от 1825 година. През 1900 година според статистиката на Васил Кънчов („Македония. Етнография и статистика“) село Богословецъ брои 320 жители, всички българи християни.
Всички християнски жители на селото са под върховенството на Българската екзархия. Според статистиката на секретаря на Българската екзархия Димитър Мишев („La Macédoine et sa Population Chrétienne“) в 1905 година християнското население на Богославец (Bogoslavetz) се състои от 360 българи екзархисти и в селото работи българско училище.
При избухването на Балканската война в 1912 година трима души от Богословец са доброволци в Македоно-одринското опълчение.
След Междусъюзническата война в 1913 година селото попада в Сърбия.
На етническата си карта от 1927 година Леонард Шулце Йена показва Богословац (Bogoslovac) като българско християнско село.
В 1994 година селото има 2, а в 2002 година – 4 жители.

## Личности
Родени в Богословец
- Арсо Илиев (1860 – 1905), български революционер от ВМОРО, четник на Атанас Бабата[6]
- Дане Георгиев (1897 – 1922), деец на ВМРО, убит през ноември 1922 година от органи на полицията при конфликта на ВМРО с правителството на БЗНС.[7]
- Гиго Трайчов, български революционер, четник на Ефрем Миладинов в 1914 година[8]
- Йованче, деец на ВМОРО и ВМРО[9]
- Йорде Чолаков, български революционер, деец на ВМОРО, умрял преди 1918 година[10]
- Митре Монов (1882 - 1903), български революционер на ВМОК, четник при Стоян Бъчваров, загинал при сражението с турски аскер в Карбинци[11]
- Моне Тодоров (1881 - 1903), български революционер на ВМОК, четник при Стоян Бъчваров, загинал при сражението с турски аскер в Карбинци[11]
- Сане Арсов, български революционер, деец на ВМОРО, умрял преди 1918 година[10]
- Симо Янев, български революционер, четник на Ефрем Миладинов в 1914 година[8]
- Стефан Коцов, български революционер, четник на Ефрем Миладинов в 1914 година[8]